# Фінал кубка СРСР з футболу 1969
28-й фінал кубка СРСР з футболу відбувся на Центральному стадіоні в Москві 17 серпня 1969 року. У грі брали участь львівські «Карпати» і СКА (Ростов-на-Дону).
Перший і єдиний випадок в історії радянського футболу, коли в національному кубку перемогу здобула команда першої ліги.

## Шлях до фіналу
| «Карпати» (Львів) | «Карпати» (Львів) | Етап    | СКА (Ростов-на-Дону) | СКА (Ростов-на-Дону) |
| ----------------- | ----------------- | ------- | -------------------- | -------------------- |
|                   |                   |         |                      |                      |
| Суперник          | Рахунок           | Плей-оф | Суперник             | Рахунок              |
| «Азовець»         | 0-0 (г) 2-1 (г)   | 1/64    |                      |                      |
| СКА (Одеса)       | 1-0 (д)           | 1/32    |                      |                      |
| «Арарат»          | 2-1 д.ч. (д)      | 1/16    | «Шинник»             | 3-1 (г)              |
| «Чорноморець»     | 2-0 (д)           | 1/8     | «Торпедо» (Таганрог) | 3-0 (д)              |
| «Труд»            | 1-0 (г)           | 1/4     | «Динамо» М           | 1-0 (д)              |
| «Суднобудівник»   | 2-0 (д)           | 1/2     | ЦСКА                 | 1-0 (д)              |

## Деталі матчу
| 17 серпня 1969 |

| «Карпати» (Львів)                           | 2 – 1    | СКА (Ростов-на-Дону)  |
| ------------------------------------------- | -------- | --------------------- |
| Геннадій Лихачов 62' Володимир Булгаков 66' | Протокол | Анатолій Зінченко 20' |

| Центральний стадіон (Москва) Глядачів: 57 000 Арбітр: Карло Круашвілі (Тбілісі) |

| КАРПАТИ    |    |                    |
|            |    |                    |
| ВР         | 1  | Віктор Турпак      |
| ЗХ         | 2  | Іван Герег         |
| ЗХ         | 3  | Ростислав Поточняк |
| ЗХ         | 4  | Петро Данильчук    |
| ЗХ         | 5  | Валерій Сиров      |
| ПЗ         | 6  | Лев Броварський    |
| НП         | 7  | Володимир Данилюк  |
| ПЗ         | 8  | Володимир Булгаков |
| НП         | 9  | Янош Габовда       |
| ПЗ         | 10 | Ігор Кульчицький   |
| НП         | 11 | Геннадій Лихачов   |
| Тренер:    |    |                    |
| Ернест Юст |    |                    |

| Данилюк Лихачов Габовда Броварський Булгаков Кульчицький (к) Герег Сиров Поточняк Данильчук Турпак |

| С К А            |    |                     |  |     |
|                  |    |                     |  |     |
| ВР               | 1  | Лев Кудасов         |  |     |
| ЗХ               | 2  | Борис Сєростанов    |  |     |
| ЗХ               | 3  | Микола Антоневич    |  |     |
| ЗХ               | 4  | Валерій Корнєєв     |  |     |
| ЗХ               | 5  | Валерій Сінау       |  |     |
| ПЗ               | 6  | Віктор Трембач      |  | 74' |
| НП               | 7  | Олександр Попов     |  |     |
| ПЗ               | 8  | Олексій Єськов      |  | 63' |
| НП               | 9  | Володимир Проскурін |  |     |
| НП               | 10 | Анатолій Зінченко   |  |     |
| ПЗ               | 11 | Юрій Васенін        |  |     |
| Заміни:          |    |                     |  |     |
| ПЗ               |    | Василь Головко      |  | 74' |
| ЗХ               |    | Юрій Романов        |  | 63' |
| Тренер:          |    |                     |  |     |
| Геннадій Матвєєв |    |                     |  |     |

| Бокові арбітри: - Еуген Хярмс (Таллінн) - Тофік Бахрамов (Баку) |